# Zeiten des Aufruhrs
Zeiten des Aufruhrs ist ein britisch-amerikanischer Spielfilm von Sam Mendes aus dem Jahr 2008. Das Drehbuch von Justin Haythe basiert auf dem gleichnamigen Roman von Richard Yates.

## Handlung
Frank und April Wheeler lernen sich 1948 auf einer Feier kennen. Frank arbeitet zu dieser Zeit in einem Hafen, bekommt aber kurz darauf eine Stelle bei Knox Business Machines. April möchte eigentlich Schauspielerin werden, wird dann jedoch schwanger und die beiden heiraten. Kurz darauf ziehen sie von der Stadt in ein Einfamilienhaus an der in einer ruhigen Vorstadt gelegenen Revolutionary Road. Die Wheelers halten sich selbst für „anders“, für besonders, und werden auch von ihrem Umfeld so wahrgenommen.
Frank und April freunden sich mit ihrer Immobilienmaklerin Helen Givings, deren Mann Howard und den Nachbarn Milly und Shep Campbell, an. Nach außen wirken die beiden wie das perfekte Paar, tatsächlich aber kriselt es in der Ehe: April ist über ihren ausbleibenden Erfolg als Schauspielerin frustriert, Frank kämpft mit der Eintönigkeit seines Berufs. Davon gelangweilt verführt er an seinem 30. Geburtstag eine junge Mitarbeiterin aus der Firma. Gleichzeitig nimmt April Helens Bitte an, einmal ihren hochgebildeten Sohn John zu ihnen mitbringen zu können. Helen erhofft sich davon eine positive Wirkung auf John, der einige Zeit in einer psychiatrischen Einrichtung verbracht hat.
Am Abend überraschen April und die beiden Kinder Frank mit einer kleinen Geburtstagsfeier. April, die von Franks Seitensprung nichts weiß, schlägt ihm dann überraschend vor, nach Paris zu ziehen, wo sie als Sekretärin so lang für die Familie sorgen könnte, bis Frank endlich seine wahre Bestimmung gefunden hat. Sie erhofft sich ein Ende der anhaltenden „hoffnungslosen Leere“ und schafft es schließlich, Frank, der schon einmal in Frankreich war und sich seither zurücksehnt, um sich wieder „richtig“ lebendig zu fühlen, nach kurzem Zweifel von dem Plan zu überzeugen.
In den folgenden Wochen erzählen die beiden ihren Freunden von dem Vorhaben, so auch Helen, Howard und John. Ausgerechnet letzterer ist es, der als einziger die Entscheidung und das Motiv der beiden nachvollziehen kann.
Während ihrer Umzugsvorbereitungen werden die beiden aber plötzlich zum Umdenken gezwungen: Frank bekommt eine vielversprechende Beförderung angeboten, April wird erneut schwanger. Als Frank herausfindet, dass seine Frau eine Abtreibung plant, kommt es zu einem heftigen Streit, aus dem das Publikum erfährt, dass die beiden ihr zweites Kind nur bekommen haben, um nach außen zu zeigen, dass das erste kein Zufall war.
Am nächsten Tag nimmt Frank die Beförderung an und beginnt, sich mit seinem unspektakulären Leben abzufinden. Ein abendlicher Besuch in einer Jazzbar mit Shep und Milly Campbell endet damit, dass Frank Milly früher nach Hause bringt und April mit Shep länger in der Bar zurückbleibt. Sie erzählt ihm von ihrem Verdruss über die gescheiterten Umzugspläne und über ihr allgemein unerfülltes Leben. Dann haben die beiden Sex im Wagen. Shep gesteht April, sie insgeheim schon seit einiger Zeit zu lieben, sie weist ihn aber zurück und lässt sich von ihm einfach nach Hause bringen.
Am Tag darauf gesteht Frank April, sie mit jemand aus dem Büro betrogen zu haben. Zu seiner größten Verwunderung antwortet ihm April teilnahmslos, dass ihr das egal sei und sie für ihn nichts mehr empfinde. Als Helen mit ihrer Familie wenig später zum Abendessen kommt, erzählt Frank, dass sich ihre Pläne durch Aprils Schwangerschaft geändert haben. John wirft Frank unsanft vor, Aprils Hoffnungen zerstört zu haben, indem er sie geschwängert hat, und die Lage einfach zu akzeptieren. Helen geht gerade noch dazwischen, als Frank, von Johns Worten bis aufs Blut gereizt, auf diesen losgeht. Die drei Gäste verlassen hastig das Haus und es kommt erneut zu einer scharfen Auseinandersetzung zwischen Frank und April, die danach das Haus verlässt und in ein kleines Waldstück flieht.
Frank verbringt die Nacht in einem betrunkenen Rausch. Am nächsten Morgen trifft er April zu seinem Erstaunen in der Küche, während sie das Frühstück zubereitet. Unsicher, wie er darauf reagieren soll, isst er mit seiner Frau und macht sich im Anschluss auf den Weg zur Arbeit. April geht danach ins Badezimmer und führt selbstständig die beabsichtigte Abtreibung durch. Als sie ihre schwere Blutung bemerkt, verständigt sie den Rettungsdienst.
Später, als April längst bewusstlos ist, trifft Frank völlig aufgelöst im Krankenhaus ein. In einem unbeachteten Moment bricht auch Shep Campbell, der April ja heimlich geliebt hat und Frank nun zur Seite steht, in Tränen aus. Kurz danach stirbt April am erlittenen Blutverlust. Frank, nun ein gebrochener Mann, zieht mit seinen Kindern zurück in die Stadt, verbringt jede freie Minute mit ihnen und fängt an, Computer zu verkaufen.
Einige Zeit später kauft ein anderes, junges Paar das alte Haus der Wheelers. Als Milly Campbell ihnen die Geschichte von April und Frank erzählt, steht Shep auf, geht weinend in den Garten, von wo aus er auf das alte Haus der Wheelers schauen kann, und bittet dann seine Frau, nie mehr über die ehemaligen Nachbarn zu sprechen.
Einige Jahre später erzählt Helen ihrem Mann Howard, das neue Paar sei wie geschaffen für das alte Haus von Frank und April. Als Howard den Namen Wheeler ausspricht, erklärt Helen ausschweifend, wieso sie die beiden eigentlich gar nicht mochte, doch ihr Mann stellt unbemerkt sein Hörgerät ab.

## Produktion
Der Regisseur John Frankenheimer erwog schon früh nach Erscheinen des Romans von Richard Yates eine Verfilmung, ohne sie aber zu verwirklichen. 1967 kaufte der Produzent Albert S. Ruddy die Rechte an der Verfilmung für 15.000 US-Dollar. Fünf Jahre später bot Yates an, ein Drehbuch für die Verfilmung zu schreiben, doch Ruddy lehnte dies zugunsten anderer Projekte ab und verkaufte die Rechte schließlich an den Schauspieler Patrick O’Neal. Yates las O’Neals Drehbuch und fand es „ätzend“ (“godawfull”), O’Neal lehnte jedoch ab, die Rechte wieder an Yates zu verkaufen. Yates starb 1992, O’Neal zwei Jahre darauf, und das Projekt befand sich in der Schwebe, bis David Thompson schließlich die Rechte für BBC Films erwarb. Im März 2007 gründete BBC Films eine Partnerschaft mit DreamWorks, und die Rechte am weltweiten Verkauf des Films wurden Paramount, dem Besitzer von DreamWorks, überschrieben. Am 14. Februar 2008 berichtete The Hollywood Reporter, dass Paramount angekündigt habe, Paramount Vantage übernehme den Vertrieb von Zeiten des Aufruhrs.
Beim Drehen des Films arbeitete Regisseur Sam Mendes erstmals mit seiner damaligen Ehefrau Kate Winslet zusammen, die bereits 1997 für Titanic mit Leonardo DiCaprio und Kathy Bates vor der Kamera gestanden hatte. Die Drehorte lagen in Connecticut und im Bundesstaat New York. Nach der Premiere am 15. Dezember 2008 in Los Angeles wurde Revolutionary Road ab dem 26. Dezember 2008 in den USA gezeigt, ab 15. Januar 2009 in Deutschland.
Zeiten des Aufruhrs wurde von der Motion Picture Association of America mit einer Bewertung R (Restricted) versehen, sodass in den Vereinigten Staaten Jugendliche unter 17 Jahren den Film nur in Begleitung eines Erwachsenen ansehen dürfen. Als Grund für diese Einordnung werden Sprache, sexuelle Inhalte und Nacktheit angegeben. Der Film spielte – bei 35 Millionen Dollar Produktionskosten – weltweit ca. 74 Millionen US-Dollar ein.

## Kritiken

### In der deutschsprachigen Presse
Die Kritik sieht das Darstellerpaar aus Titanic (1997), Kate Winslet und Leonardo DiCaprio, als Inbegriff des romantischen Paares, als „Filmliebespaar des ausgehenden Jahrhunderts“, das nun endgültig ins Unglück stürzt. Dieses Unglück sei die Normalität, und Zeiten des Aufruhrs eine kluge Antithese zu Titanic, wo die Liebe den Tod überwinde, während sie hier der alltäglichen Banalität unterliege. Man kann es als Erkundung verstehen, wie das Paar wohl gelebt hätte, wenn das Schiff nicht gesunken wäre, als ein „Augenreiben nach der exzessiven Titanic-Untergangsnacht“. Die taz findet das Drama über zwei Liebende, denen die Luft ausgeht, alarmierender als die Sirenen der Titanic. Seit ihrem damaligen Auftritt seien die Darsteller „enorm gereift“.
Während die Handlung in Titanic das Selbstbewusstsein der Winsletschen Figur bestärkte, würden hier die Träume entzaubert. Die Liebe würde am Eis der kalten 1950er Jahre zerschellen, dargestellt als Periode gepflegter Oberflächlichkeit, hinter der depressive Leere steckte. Darin übertreffe der Film auch Dem Himmel so fern (2002). Auch Vergleiche mit Wer hat Angst vor Virginia Woolf? werden gezogen. Die Qualität des Films sei besonders der Romanvorlage zu verdanken. Er zeige „die ganze Enge einer auf Sicherheit ausgerichteten Gesellschaft“, in der die Menschen durch „Konformitätsdruck in eine erdrückend banale Existenz“ gezwungen würden. Schonungslos führe Zeiten des Aufruhrs das keimfreie Dasein einer Durchschnittsehe vor, die an ihrer Banalität zerbreche. Die Produktion sei ein Zeichen für das Bedürfnis vieler Amerikaner nach Wahrhaftigkeit. Sie konfrontiere Zuschauer, die sich in einer ähnlichen Lebenslage befinden, mit entsetzlichen Wahrheiten und zwinge sie, sich der Frage nach dem eigenen Leben zu stellen.
Die Cinema empfindet DiCaprios und Winslets Darstellung als „fast schon brutal intensiv“. Die beiden Hauptdarsteller setzen für die Frankfurter Rundschau innere Zustände hervorragend in Mimik und Gesten um. Winslet sei zu Recht mit dem Golden Globe ausgezeichnet. Der Standard jedoch meint, sie spielten posenhaft. Für den Tagesspiegel ist Winslet ein Ereignis, sie zeige Aprils Zusammenfallen mit verstörender Intensität. Gemäß Neue Zürcher Zeitung spielt sie eindrücklich, ihre April scheine stets kurz vor dem Ausbruch latenter Gefühle zu stehen, während die Süddeutsche bei ihr Gesten von unglaublicher Eleganz sieht. Die Welt findet, dass sie sich tief in die Rolle steigere und ihr Publikum mitreiße, die Zeit, dass sie nicht spiele, sondern ihre Rolle durchlebe. DiCaprio gelinge es, differenzierte Gemütsregungen zu zeigen, findet der Tagesspiegel, doch die Neue Zürcher Zeitung findet, dass er in einigen Szenen seinen Text nur aufsage. Er bemühe sich zwar, bleibe jedoch harmlos, sodass ihn Winslet an die Wand spiele, urteilen die taz und die Welt.
Es sei kein Wohlfühlfilm, vielmehr „recht elegisch“, ein großartiges Melodrama, geduldig und leise erzählt, tragisch und deprimierend. In unaufdringlichen Bildern voll Melancholie erzeuge Regisseur Sam Mendes eine schöne, leise Traurigkeit. Der Ton sei traurig-komisch, es herrsche ein grimmiger Humor, Satire aber gebe es nur bei den Nebenfiguren. Mendes versetze das Publikum mit faszinierender Leichtigkeit in die muffige Welt der 1950er. Das geradlinige, klar sprechende Drehbuch enthalte messerscharfe Dialoge, sagt die Neue Zürcher Zeitung, der Frankfurter Rundschau ist der Film aber zu dialoglastig. Die Form des ausweglosen Melodramas schnüre die beiden mindest so fest ein wie die gesellschaftlichen Konventionen (Die Welt), in den durchkomponierten Tableaus gebe es kein Entkommen (Der Standard). Der Tagesspiegel schätzt Mendes’ Inszenierung als präzise und kalt ein, dem Standard zufolge bleibe sein Blick zu unbeteiligt, Die Presse findet seine Herangehensweise handwerklich gekonnt, aber ebenfalls zu gefühlskalt.
Die Welt behauptet, der Film enthalte neben der Anklage jener Ära auch eine gewisse Verklärung, da Franks Bürowelt verglichen mit heutigen Verhältnissen geruhsam erscheine. Zeit und Tagesspiegel finden, die sporadisch wie Fremdkörper auftauchenden Kinder des Paares blieben schemenhaft. Die Frankfurter Rundschau stört sich an der überdeutlichen Filmsprache, die mit ihrer Perfektion die Intensität der Darsteller unterlaufe. Kein gutes Haar lassen Presse und Standard an der Regie, weil sie die Figuren zu herablassend behandle; die Konflikte der Figuren wirkten aufgesetzt und künstlich, es sei ein stocksteifer Film, dessen „Neurosencocktail“ die Gesellschaft als Ganzes bezeichnen wolle, aber letztlich nichts über die Welt aussage und visuell zu gediegen und schön daherkomme.

### In den Vereinigten Staaten
Die Washington Post sieht in Zeiten des Aufruhrs ein Prequel des Sam-Mendes-Films American Beauty und lobt neben der hervorragenden Leistung von Michael Shannon besonders Kate Winslets Darstellung. Auch The Hollywood Reporter sieht, stärker noch als andere, Parallelen zu American Beauty, die bis in die Ebene der Bildkomposition und der musikalischen Untermalung reichen. Zeiten des Aufruhrs sei zwar eine belehrende, aber auch emotional schwülstige Kritik der seelenlosen Vorstädte.
Die New Yorker Daily News findet Winslet sensationell, auch DiCaprios Darstellung sei erfolgreich, der Film komme – indem er einige von Yates’ wichtigen Gedanken aufgreife – zwar der Romanvorlage nahe, bleibe jedoch letztlich dahinter zurück. In dieselbe Richtung zielt auch die Kritik der New York Times, die konstatiert, dass wenig passiere in der Geschichte zweier Durchschnittsleben, die sich nur an den Rändern berührten. Solche Romane verpfusche Hollywood leicht, weil viel in den Köpfen der Charaktere stattfinde, die Hauptfiguren nicht sonderlich sympathisch seien und sich Pessimismus ohne offensichtliche Erlösung schlecht verkaufe. Die Regie, so das abschließende Urteil, gehe zu distanziert, zu routiniert und diagnostisch mit dem Stoff um, der seinen Reiz in der persönlichen Betroffenheit habe, die die Romanvorlage offenbare. Mendes inszeniere die Tragödie prachtvoll und symbolisch, vergesse dabei jedoch, dass es sich eben nicht nur um Theater handle, sondern auch um etwas wie das Leben.

## Auszeichnungen und Nominierungen
Golden Globe Awards 2009
- Beste Hauptdarstellerin – Drama: Kate Winslet

Nominiert in den Kategorien:
- Bester Film – Drama
- Beste Regie: Sam Mendes
- Bester Hauptdarsteller – Drama: Leonardo DiCaprio

Oscar 2009
Nominiert in den Kategorien:
- Bester Nebendarsteller: Michael Shannon (als John Givings)
- Bestes Szenenbild: Kristi Zea und Debra Schutt
- Bestes Kostümdesign: Albert Wolsky

BAFTA Award
- Beste Hauptdarstellerin: Kate Winslet (Nominierung)
- Bestes Kostümdesign: Albert Wolsky (Nominierung)
- Bestes Produktionsdesign: Debra Schutt und Kristi Zea (Nominierung)
- Bestes adaptiertes Drehbuch:  Justin Haythe (Nominierung)

Costume Designers Guild Awards
- Bestes Kostümdesign: Albert Wolsky (Nominierung)

London Critics’ Circle Film Award
- Schauspielerin des Jahres Kate Winslet (für Revolutionary Road und Der Vorleser)

Screen Actors Guild
- Beste Hauptdarstellerin: Kate Winslet (Nominierung)

Satellite Awards
- Top 10 Films von 2008
- Bestes Szenenbild: Kristi Zea, Debra Schutt, Teresa Carriker-Thayer, John Kasarda und Nicholas Lundy (Nominierung)
- Bester Film  (Nominierung)
- Bester Hauptdarsteller Leonardo DiCaprio (Nominierung)
- Bestes adaptiertes Drehbuch:  Justin Haythe (Nominierung)
- Bester Nebendarsteller Michael Shannon (Nominierung)

 St. Louis Gateway Film Critics Association Awards
- Beste Hauptdarstellerin: Kate Winslet

Vancouver Film Critics Circle Award
- Schauspielerin des Jahres Kate Winslet (für Revolutionary Road und Der Vorleser)

## Kritikspiegel
- Cinema Nr. 1/ 2009, S. 20f., von Jochen Schütze (Hochdaumen; ein fast schon brutal intensives Kinoerlebnis; herausragende Darsteller)
- epd Film Nr. 2/ 2009, S. 55, von Anke Sterneborg (5 von 5 Sternen; „kristallklarer Blick“ auf Gesellschaft, stechend aktuell, Winslet und DiCaprio spielen vielschichtig)
- Frankfurter Rundschau, 15. Januar 2009, S. 35, von Katja Lüthge: Erdrückend banale Existenz (eher positiv; hervorragende Schauspieler, aber die Regie überlagert ihr Wirken mit zu deutlichen Stilmitteln)
- Kronen Zeitung vom 15. Jänner 2009, von Christina Krisch (positiv; Winslet und DiCaprio überzeugen, Film tranchiere den amerikanischen Traum scharf)
- Neue Zürcher Zeitung, 15. Januar 2009, S. 45, von Susanne Ostwald: Fenster zur Hölle (große Zustimmung; scharfe Dialoge und eindrückliche Winslet)
- Die Presse, 13. Januar 2009, von Christoph Huber: Grausame Geschichte(n) (Ablehnung; dem Menschen verachtenden Regisseur misslinge das Gesellschaftporträt)
- Stern, Nr. 4/ 2009 vom 15. Januar 2009, S. 119, nicht gezeichnete Kurzkritik („meisterlich“)
- Süddeutsche Zeitung, 14. Januar 2009, S. 11, von Fritz Göttler: Hoffnungslose Leere… wow! (positiv; Lob für Inszenierung und Winslet)
- Der Standard, 12. Januar 2009, S. 24, von Dominik Kamalzadeh: Die Vorstadtneurotiker (misslungen; nicht interessierte Regie, gekünstelt wirkende Figuren, zu schicke Bilder)
- Der Tagesspiegel, 15. Januar 2009, S. 27, von Daniela Sannwald: Wenn die Liebe untergeht („Meisterwerk“, Regie und Winslet hervorgehoben)
- taz, 15. Januar 2009, S. 17, von Birgit Glombitza: Billige Zufriedenheit (sehr positiv; treffende Inszenierung und Winslet mit Größe, DiCaprio bleibt verschwommen)
- Die Welt, 13. Januar 2009, S. 23, von Holger Kreitling: Der Triumph der Kate Winslet („großartig“; zeigt soziale Ausweglosigkeit auf, starke Winslet)
- Die Zeit, 15. Januar 2009, S. 44, von Kati Thielitz: Trautes Heim, Krieg allein („meisterhafter Untergang“; authentische Winslet, aber Inszenierung gemischt beurteilt)